# Paulo Munhoz da Rocha
Paulo Munhoz da Rocha (Curitiba, 1937 — Curitiba, 4 de fevereiro de 2014) foi um engenheiro e político brasileiro.
Paulo era filho e irmão de antigos governantes do Estado do Paraná, como o seu pai Caetano Munhoz da Rocha, presidente do estado na década de 1920, e seu irmão Bento Munhoz da Rocha, governador na década de 1950. Sua mãe foi Sylvia Braga Munhoz da Rocha.
Formado em engenharia civil, especializou-se em engenharia ferroviária e por isso atuou por longos anos na Rede Ferroviária Federal (RFFSA), exercendo vários cargos, como chefe na via permanente, superintendente de pessoal, superintendente geral regional e, por fim, a presidência da RFFSA.
Eleito pelo Partido da Social Democracia Brasileira (PSDB) em 1990, ocupou uma cadeira no Congresso Nacional como deputado federal pelo seu estado natal, entre os anos de 1991 e 1994. Na Câmara dos Deputados, lutou pelos direitos dos ferroviários e era contrário ao projeto de lei que instituía um plebiscito para a criação do Estado do Iguaçu, colocado em pauta em 1992. Na votação do impeachment de Fernando Collor, seu voto foi pela cassação do então presidente do Brasil.
Paulo Munhoz da Rocha faleceu em decorrência de um tumor no cérebro.